# Mi piaci perché mi piaci
Mi piaci perché mi piaci (すき。だからすき?, Suki. Dakara suki) è un manga shōjo delle CLAMP serializzato in Giappone dalla Kadokawa Shoten sulla rivista Mystery DX dal 1999 al 2000. In Italia è stato acquistato e distribuito dalla Star Comics.

## Trama
Il manga narra la storia di Hinata Asahi (旭ひなた?, Asahi Hinata), conosciuta anche con il soprannome di Hina, una liceale tanto ingenua quanto intelligente. 
Dopo aver fatto la conoscenza con un nuovo vicino, Shiro Aso, la ragazza scopre che l'uomo è un nuovo professore del liceo femminile che lei stessa frequenta, dove ha la carica di insegnante responsabile proprio della sua classe. Nei tre numeri in cui si dirama la trama la ragazza cerca di far chiarezza nel sentimento che prova per il docente, sentimento che sfocia in un delicato amore platonico espresso spesso con la locuzione "Mi piaci", da cui il titolo.

## Storia nella storia
Già dal primo volume, nella serie vengono inserite le pagine di un fumetto letto dalla protagonista e disegnato da quello che si scoprirà essere un altro dei personaggi di Mi piaci perché mi piaci, Tomo. Tale fumetto diventa per Hinata una sorta di guida alla sua relazione con il professor Aso.
Non è la prima volta che le CLAMP inseriscono all'interno di una serie una "storia nella storia" presentata in forma di fumetto nelle mani della protagonista, ciò avviene infatti anche in Chobits. La particolarità sta nel fatto che i protagonisti di tali mini-storie sono sempre dei pupazzi - orsi o conigli - in grado di parlare e che il disegnatore di tali fumetti è sempre un personaggio presente nel manga.